# Rivolta dei drusi dell'Hauran
La ribellione dei drusi haurani fu una violenta rivolta dei drusi contro l'autorità ottomana nella provincia siriana, scoppiata nel 1909. La ribellione venne guidata dalla famiglia al-Atrash, con l'obiettivo di ottenere l'indipendenza, ma si concluse con la brutale repressione dei drusi, con il significativo spopolamento della regione di Hauran e con l'esecuzione dei leader drusi.

## Antefatti
L'Hawran è un altopiano vulcanico, situato nel sud-ovest della Siria e che si estende nell'angolo nord-occidentale dell'odierna Giordania.  L'area comprende le alture del Golan a ovest ed è delimitata dalla Rift Valley del Giordano; comprende anche l'area di Jabal ad-Duruz a est, ed è delimitata da steppe più aride e terreni desertici.
Con l'avvento dei turchi ottomani e la conquista della Siria da parte del sultano Selim I nel 1516, i drusi della dinastia Ma'n  furono riconosciuti dai nuovi sovrani come signori feudali del monte meridionale del Libano. I villaggi drusi si diffusero e prosperarono in quella regione, che sotto la guida Ma'an fiorì così tanto da acquisire il termine generico di Jabal Bayt-Ma'an (la montagna della famiglia Ma'an) o Jabal al-Druze. Quest'ultimo titolo fu poi usurpato dalla regione Hawran, che dalla metà del XIX secolo si è dimostrata un rifugio per gli emigranti drusi dal Monte Libano, ed è diventata il quartier generale del potere druso La famiglia drusa di Al-Atrash governava nominalmente la regione di Suwayda dal 1879. In seguito alla Rivoluzione dei Giovani Turchi del 1908, la diffusione della tassazione, delle elezioni e della coscrizione, in aree già in fase di cambiamento economico causato dalla costruzione di nuove ferrovie, provocò grandi rivolte, in particolare tra i Drusi dell'Hawran.

## Ribellione

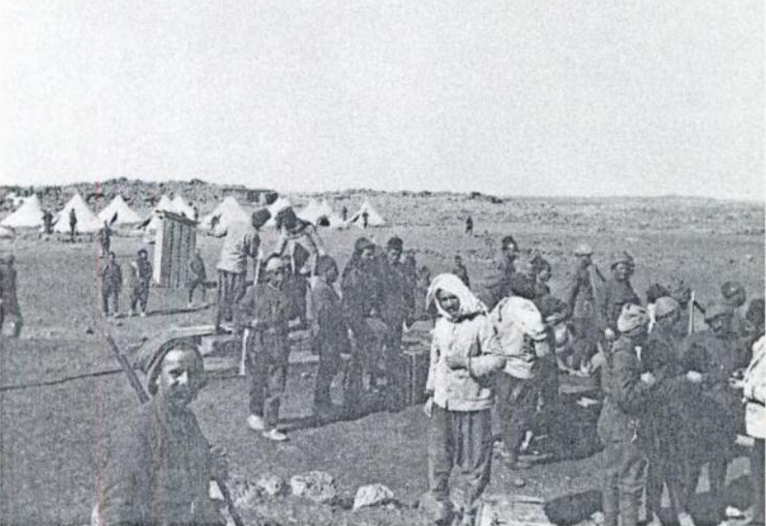
Le truppe di Sami Pasha al-Faruqi usate nella ribellione drusa vicino alla stazione ferroviaria di Daraa.

La ribellione in Hawran scoppiò nel maggio 1909, quando una disputa di affari tra il capo druso Yahia bey Atrash nel villaggio di Busra al-Harir si trasformò in uno scontro con le armi tra gli abitanti dei villaggi locali sostenuti dai drusi e dagli ottomani. Seguì un anno di tentativi di tregua, ma non si riuscì a raggiungere alcuna stabilità nell'area che provocò una risposta ottomana.
Sami Pasha al-Farouqi arrivò a Damasco nell'agosto 1910, guidando un corpo di spedizione ottomano di circa 35 battaglioni, e iniziò ad avanzare sulle posizioni druse il 18 o il 19 settembre. la prima battaglia ebbe luogo l'1-2 ottobre, dove i drusi furono costretti a ritirarsi. Una seconda battaglia fu combattuta il 12 ottobre, dove il governo ottenne un'altra vittoria. Entro l'8 novembre, la ribellione si era disintegrata.
Sami Pasha al-Farouqi arrivò a Damasco nell'agosto 1910, alla guida di un corpo di spedizione ottomano di circa 35 battaglioni, e sebbene i drusi riconoscessero la loro inferiorità contro una tale forza, seguirono diversi scontri. Zuqan al-Atrash guidò una feroce battaglia contro gli ottomani vicino al-Kafr, dove affrontò le forze di Sami Pasha al-Farouqi. Dopo aver ingaggiato le truppe ottomane in due villaggi, la resistenza drusa crollò.
Sami Pasha usò la forza militare e l'inganno e riuscì ad occupare l'intero Jabal el-Druze. La ribellione si concluse con enormi perdite tra gli abitanti drusi dell'Hauran, raggiungendo fino al 10% della popolazione. Il numero di morti è sui 2 000 con un numero simile di feriti e centinaia di detenuti, presi in custodia a Damasco e Acri. Ciò portò a un notevole spopolamento di intere aree all'interno della regione. Zuqan, il capo della rivolta, fu catturato e successivamente giustiziato nel 1911 (alcune fonti collocano la sua esecuzione nel 1910).

## Risvolti
Dopo il crollo della rivolta drusa, al-Farouqi lanciò una campagna per disarmare la popolazione drusa: furono raccolti circa 10 000 fucili. Al-Farouqi effettuò anche un censimento dell'area di Hauran, ordinando a tale scopo 200 000 carte da Istanbul. Quando la tassazione non era disponibile, venivano riscosse le tasse attraverso i bovini.  Inoltre, mille drusi furono arruolati nell'esercito ottomano e ed erano dispersi in tutto l'impero. La campagna dei drusi del 1910 divenne un punto di partenza per annullare una "politica di eccezioni" nella Siria ottomana, implementando in seguito misure simili a Jabal Ajlun, così come durante la rivolta di Karak in Transgiordania.
Durante la prima guerra mondiale, gli ottomani lasciarono nella pace Jabal al-Druze perché temevano la ribellione. Il sultano al-Atrash, figlio di Zuqan al-Atrash, fu quindi in grado di entrare in contatto con i movimenti panarabi e in particolare con la rivolta araba nell'Hijaz. Quando le forze arabe raggiunsero Aqaba, inviò mille uomini a unirsi alla rivolta. Li raggiunse lui stesso con altri 300 uomini, quando raggiunsero Bosra. Le sue forze furono le prime ad entrare a Damasco e ad alzare la bandiera araba sul palazzo del governo il 29 settembre 1918. Il sultano al-Atrash era in buoni rapporti con l'emiro hashemita Faisal, leader delle forze arabe nella rivolta. Sultan ricevette il titolo di emiro e il grado di generale nell'esercito siriano, l'equivalente del titolo di Pasha.
Nel 1920, la famiglia al-Atrash sostenne il breve regno arabo di Siria, che fu rioccupato dalla Francia dopo la battaglia di Maysalun il 24 luglio 1920. Sultan al-Atrash stava radunando i suoi uomini per combattere i francesi, ma la rapida successione di eventi interruppe i suoi sforzi, quando le forze francesi entrarono a Damasco e il paese fu diviso in cinque stati, con lo stato di Souaida (in seguito stato di Jabal al-Druze) uno tra essi. Il sultano al-Atrash sarebbe poi diventato il comandante ribelle della guerra dei drusi contro il mandato francese tra il 1925 e il 1927 e sarebbe rimasto una figura di spicco nella politica siriana, nonostante la totale sconfitta della guerra dei drusi.